# Ресторан Трандафиловић
Ресторан Трандафиловић је бистро у Макензијевој улици 73, општина Врачар, у Београду.

## Локација
У чувеном крају Врачара, Чубури, у близини Каленићеве пијаце, смештен је стари, али модернизовани ресторан "Трандафиловић".

## Историја
Милан Трандафиловић је око 1890. године изабрао карактеристичну локацију у непосредној близини Каленић пијаце на скверу где се рачва пет путних праваца. У време процвата јавног и друштвеног живота у Београду, кафана „Трандафиловић“, са избором локације и баштом у којој велики платан ствара дубоки хлад, је играла важну улогу као значајно састајалиште. У башти ресторана „Трандафиловић“ налази се „Платан на Врачару“. Oвај платан је по лепоти и димензијама једно од најлепших и највећих на простору централне градске општине и представља једну од хортикултурних баштина главног града; заштићен је као споменик природе. Дрво је старо око 150 година, високо око 25 метара, обим дебла је око 3,67 метара.
Према неким изворима, кафана је изграђена 1929. године, срушена 1961, а постојећи изглед добила је после 6 година.
Неколико година пре почетка Другог светског рата, кафана ”Трандафиловић” је уступљена дипломираном угоститељу Чедомиру Симићу, који је до краја 1940-их година њоме управљао, чинећи је центром окупљања у том делу Београда. Након доласка комуниста на власт у тадашњој Југославији, ”Трандафиловић” се одузима Чедомиру и постаје државно власништво.
Ентеријер ресторана уређен је у модерном стилу, али са жељом да се очува традиција и дух старог Београда. Бистро Трандафиловић састоји се из три нивоа: у доњем делу налази се кухиња, у приземљу је ресторан са три сепареа и шанком, као и централни део који се простире у ширину и висину. Трећи део је галерија са које се пружа идеалан поглед ка башти и централном делу ресторана. За љубитеље доброг ноћног провода, ресторан сваког четвртка, петка и суботе организује музику уживо.
У ресторану "Трандафиловић" деценијама су уживали Минимакс, глумци Никола Којо, Ружица Сокић, Драган Николић, Мухарем Первић, Оливера Катарина, Милутин Мркоњић, истакнути чланови породице Чедомира Симића (проф др Надежда Басара, Соња Митровић Хани и Жељко Митровић) и многи други.

## Угоститељска понуда
У ресторану "Трандафиловић" може се уживати у укусима традиционалне кухиње, као и у многим савременим јелима. Сваки састојак је аутентично српски, нпр. прави сјенички сир или аутентичан домаћи ајвар. У понуди су: гурманлуци са дима и риба, чубурски и Транда ћевапи, златиборски уштипци и бифтек, као и низ пљескавица. У гурманском тигању добија се гриловани свињски врат на пекарском кромпиру заливен гурманским сосом, а у Транда тигању: гриловани бифтек, црвени лук, празилук, бели лук, свежа паприка, шампињони, сјенички качкаваљ и домаћи кромпир. Од дезерта, чувен је слатки бурек са џемом од шљива или домаћа Трандафиловић баклава.